# Доходный дом С. Ф. Френкеля (Кронверкская улица)
Доходный дом С. Ф. Френкеля — памятник архитектуры. Расположен в Петроградском районе Санкт-Петербурга, современный адрес дома — Кронверкская улица, 15.
Здание построено в 1912 году В. В. Шаубом.
Лестницы здания расположены вместе, парадная отделена от чёрных рифлёными стеклянными перегородками.
Над входом в дом размещён знак ОСОАВИАХИМа, который вешали, если все жильцы вступали в соответствующее общество.